# Тюряев, Далер
Тюряев Далер (род. 12 августа 1983, Душанбе) — таджикский тхеквондист, Заслуженный мастер спорта Республики Таджикистан.

## Биография
Родился в 1983 году в г. Душанбе (Таджикистан). 

## Спортивные достижения[1]
Чемпионаты мира
1. 2001 год
  1.  В программе  «Командное силовое разбивание».
2. 2002 год
  1.  В программе  «Личный спарринг весовой категории св.80кг.»
3. 2003 год
  1.  В программе  «Командная спецтехника»
4. 2011 год
  1.  В программе  «В  личном спарринге, среди мужчин весовой категории до 85 кг.»

Кубок Европы
1. 2000 год
  1.  В программе  «Командные тыли, среди мужчин»
2. 2001 год
  1.  В программе  «Личный спарринг, среди мужчин св. 80 кг.»
3. 2003 год
  1.  В программе  «Личный спарринг, среди мужчин весовой категории св.80 кг.»,
  2.  В программе  «Командные тыли, среди мужчин»
4. 2004 год
  1.  В программе  «Командный спарринг, среди мужчин»
5. 2006 год
  1.  В программе  «Личная спец. техника, среди мужчин»,
  2.  В программе  «Командные тыли, среди мужчин»

Чемпионаты Азии
1. 2002 год
  1.  В программе  «Командный спарринг»,
  2.  В программе  «Командный Спец-техника»,
  3.  В программе  «Личный спарринг св.80кг.»
2. 2006 год
  1.  В программе  «Личный спарринг, среди мужчин до 85 кг.»,
  2.  В программе  «Командные тыли, среди мужчин»,
  3.  В программе  «Командный спарринг»
3. 2008 год
  1.  В программе    «Командный спарринг, среди мужчин»,
  2.  В программе    «Личная спец. техника среди мужчин»,
  3.  В программе    «Личный спарринг среди мужчин до 85 кг.»
4. Абсолютный Чемпион Азии 2008 года
5. Обладатель чёрного пояса IV дан.[2]